# اسحاق‌آباد (کاشمر)
اسحاق‌آباد به گویش کاشمری: ساق‌آباد نام روستایی از توابع بخش مرکزی شهرستان کاشمر در استان خراسان رضوی ایران است. این روستا در دهستان بالا ولایت قرار دارد و برپایه سرشماری مرکز آمار ایران در سال ۱۳۹۵، جمعیت آن ۶۷۰ نفر (۲۰۰ خانوار) بوده است.